# Quernmore
Quernmore is een civil parish in het bestuurlijke gebied Lancaster, in het Engelse graafschap Lancashire met 567 inwoners.